# Чирчик (річка)
Чирчи́к (узб. Chirchiq) — річка у Ташкентській області Узбекистану, права притока Сирдар'ї (басейн Аральського моря).

## Загальні характеристики та географія протікання
Довжина річки — 155 км, площа басейну — 14 900 км².
Живлення — змішане, здебільшого снігове. Льодові явища на річці — з листопада до березня.
Пересічний показник витрат води (у районі витоку) — 221 м³/с. 
Чирчик утворюється при злитті річок Чаткал і Пскем. На верхній ділянці (близько 30 км) Чирчик протікає у каньйоні, нижче — долина розширюється і втрачає характерні особливості рельєфу. 

## Використання
У верхів'ї Чирчику розташоване водосховище Чарвакської ГЕС, за ним Ходжикентська ГЕС, далі Газалкентська ГЕС, Таваксайська ГЕС, Чирчикська ГЕС, ГЕС Аккавак-1. 
Вище Газалкентської греблі з Чирчика правим верхнім дериваційним каналом Бозсу́ на Чирчик-Бозсуйський каскад ГЕС подається в середньому 183 м³/сек води; вище Троїцької греблі ліворуч відходить канал Карасу (витрати води становлять 47 м³/сек), нижче Чирчик живить низку інших каналів.
У долині річки розташовані міста Газалкент, Чирчик, Ташкент, а також поселення Чарвак, Іскандар, Бектемір та Алмазар.